# 维拉索尔
维拉索尔（義大利語：Villasor），是意大利撒丁大区南撒丁省的一个市镇。总面积86.61平方公里，人口6991人，人口密度80.7人/平方公里（2009年）。ISTAT代码为092101。